# Estados Unidos en los Juegos Olímpicos de Oslo 1952
Estados Unidos estuvo representado en los Juegos Olímpicos de Oslo 1952 por un total de 66 deportistas, 56 hombres y 10 mujeres, que compitieron en 8 deportes.
El portador de la bandera en la ceremonia de apertura fue el piloto de bobsleigh James Bickford.

## Medallistas
El equipo olímpico estadounidense obtuvo las siguientes medallas:
| Nombre                                                       | Deporte               | Competición       |
| ------------------------------------------------------------ | --------------------- | ----------------- |
| Oro                                                          |                       |                   |
| Andrea Mead Lawrence                                         | Esquí alpino          | Eslalon F         |
| Andrea Mead Lawrence                                         | Esquí alpino          | Eslalon gigante F |
| Dick Button                                                  | Patinaje artístico    | Individual M      |
| Ken Henry                                                    | Patinaje de velocidad | 500 m M           |
| Plata                                                        |                       |                   |
| Stanley Benham Patrick Martin                                | Bobsleigh             | Doble M           |
| James Atkinson Stanley Benham Howard Crossett Patrick Martin | Bobsleigh             | Cuádruple M       |
| Equipo                                                       | Hockey sobre hielo    | Torneo M          |
| Tenley Albright                                              | Patinaje artístico    | Individual F      |
| Karol Kennedy Peter Kennedy                                  | Patinaje artístico    | Parejas           |
| Don McDermott                                                | Patinaje de velocidad | 500 M             |
| Bronce                                                       |                       |                   |
| James Grogan                                                 | Patinaje artístico    | Individual M      |